# Chatterbox
Chatterbox és una pel·lícula estatunidenca de George Nichols Jr., estrenada el 1936.

## Argument
Jenny sempre ha estat fascinada amb el teatre, especialment des que la seva mare era una actriu famosa.

## Repartiment
- Anne Shirley: Jenny Yates
- Phillips Holmes: Philip Greene Jr
- Edward Ellis: Uriah Lowell
- Erik Rhodes: Mr. Archie Fisher
- Margaret Hamilton: Emily Tipton
- Granville Bates: Philip Greene Sr
- Allen Vincent: Mr. Harrison
- Lucille Ball: Lillian Temple
- George Offerman Jr.: Michael Arbuckle
- Maxine Jennings: Ella mateixa

Actors que no surten als crèdits
- Richard Abbott: Mr. Blythe
- Margaret Armstrong: Ella mateixa
- William Gould
- Wilfred Lucas: Ell mateix
- Mary MacLaren
- Hank Mann
- Max Wagner: Ell mateix